# Dzień Pamięci Ofiar Ludobójstwa Tatarów Krymskich
Dzień Pamięci Ofiar Ludobójstwa Tatarów Krymskich (ukr. День пам'яті жертв геноциду кримськотатарського народу) – ukraińskie święto narodowe, obchodzone od 2015 roku 18 maja. Upamiętnia wysiedlenie Tatarów krymskich w 1944 roku, uznane przez parlament ukraiński za ludobójstwo.

## Historia święta
Pierwsze obchody święta 18 maja miały miejsce w 1994, zgodnie z dekretem ówczesnego prezydenta Ukrainy Łeonida Krawczuka, obchodzono w tamtym roku Dzień Żałoby i Pamięci Ofiar Deportacji Tatarów Krymskich. W 2014 p.o. prezydenta Ukrainy, Ołeksandr Turczynow, dekretem nr 472 ustanowił Dzień Walki o Prawa Tatarów Krymskich na Ukrainie. Ostatecznie święto z obecną nazwą zostało ustanowione 12 listopada 2015 przez Radę Najwyższą Ukrainy; na tym samym posiedzeniu deportacje z 1944 zostały uznane przez parlament za ludobójstwo.
W całym kraju, szczególnie wśród społeczności Tatarów krymskich, upamiętniane są ofiary deportacji, organizowane są wiece (od 2014 zakazane na Krymie przez władze rosyjskie), prowadzone są specjalne lekcje w szkołach, a telewizje mają specjalnie dostosowaną ramówkę, z informacjami o obchodzonym święcie.

## Galeria

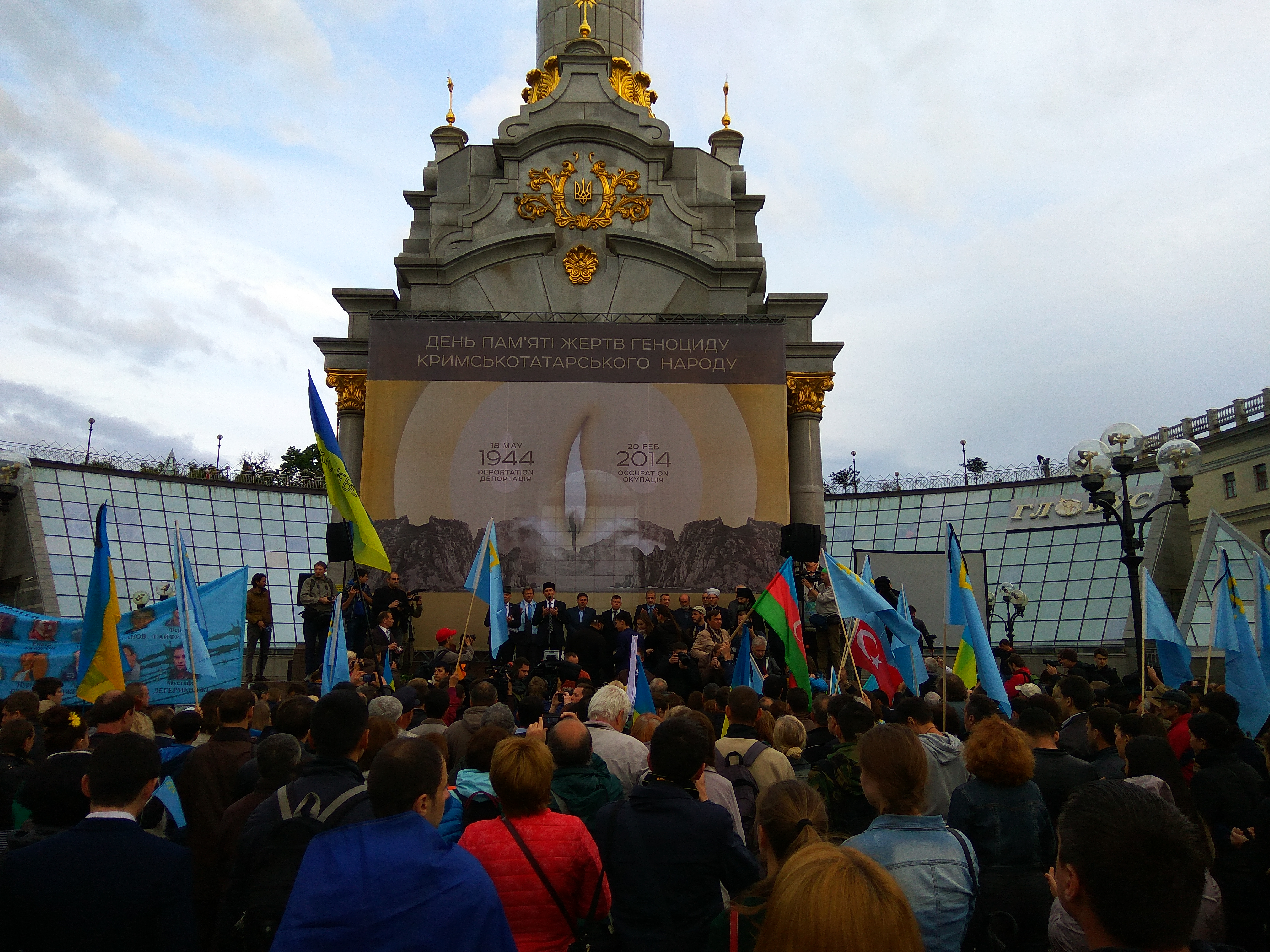
Obchody święta w 2016
- Specjalna projekcja na budynkach rządowych w 2020
Symbol święta z polskimi napisami